# 也孫帖額
也孙帖额（？—1251年），又作叶孙脱，蒙古帝国将领，蒙古兀良哈氏，者勒蔑的儿子。
他历经成吉思汗、窝阔台、贵由三朝，以勇猛著称，被成吉思汗称赞，说他勇敢过于诸将，终日战而不疲。1206年，蒙古帝国建立后，担任火儿赤（佩带弓箭的卫士）千人之长，很被大汗信任。1248年，贵由去世，他身为前朝旧臣，力主拥立窝阔台的孙子、贵由的侄子失烈门为大汗，与力主拥戴蒙哥的术赤后裔、拖雷后裔诸王发生矛盾。1251年，蒙哥即位后，将其诛杀。

## 延伸阅读
[在维基数据编辑]
 《新元史/卷123》，出自柯劭忞《新元史》